# The 7th Blues
The 7th Blues è il settimo album in studio del gruppo rock giapponese B'z, pubblicato nel 1994.

## Tracce
Disco 1
1. LOVE IS DEAD
2. おでかけしましょ [Odekake Shimashou]
3. 未成年 [Miseinen]
4. 闇の雨 [Yami No Ame]
5. MY SAD LOVE
6. Queen of Madrid
7. ヒミツなふたり [Himitsu Na Futari]
8. Strings of My Soul
9. 赤い河 [Akai Kawa]
10. WILD ROAD

Disco 2
1. Don't Leave Me
2. Sweet Lil' Devil
3. THE BORDER
4. JAP THE RIPPER
5. SLAVE TO THE NIGHT
6. 春 [Haru]
7. 破れぬ夢をひきずって [Yaburenu Yume Wo Hikizutte]
8. LADY NAVIGATION
9. もうかりまっか [Mou Kari Makka]
10. farewell song

## Formazione
- Koshi Inaba
- Takahiro Matsumoto